# 8116 Jeanperrin
8116 Jeanperrin (1996 HA15) là một tiểu hành tinh vành đai chính được phát hiện ngày 17 tháng 4 năm 1996 bởi E. W. Elst ở Đài thiên văn Nam Âu.